# Фігурський Никон
Фігурський Никон, чернігівський дереворитник кінця XVII — поч. XVIII століття, ієродиякон. Автор гравюр до «Полустава» (1703), творів Іоана Максимовича, «Служебника» (1704), «Альфавіту» (1705), «Богородице Діво» (1707) та інші. Підписувався літерами «Н. Ф.».
На титулі «Служебника» зображена архітектурна рамка в техніці гравюри на дереві. З обох боків заголовка розташовані зображення святих, а над ним — схематичні капітелі та антаблемент. Завершено композицію фронтоном з волютами в стилі бароко.